# Чилпансинго де лос Браво
Чилпансинго де лос Браво (шп. Chilpancingo de los Bravo) насеље је у Мексику у савезној држави Гереро у општини Чилпансинго де лос Браво. Насеље се налази на надморској висини од 1253 м.

## Становништво
Према подацима из 2010. године у насељу је живело 187251 становника.

### Хронологија
| Година       | 2000                   | 2005                   | 2010                   |
| ------------ | ---------------------- | ---------------------- | ---------------------- |
| Становништво | 142746 (67790 / 74956) | 166796 (78905 / 87891) | 187251 (88631 / 98620) |

### Попис
| \| \| м \| \| \| ж \| \| 0—2 \| 5.504 \| \| \| 5.212 \| \| 3—5 \| 5.616 \| \| \| 5.677 \| \| 6—11 \| 10.983 \| \| \| 10.970 \| \| 12—14 \| 5.272 \| \| \| 5.325 \| \| 15—17 \| 5.850 \| \| \| 6.053 \| \| 18—24 \| 13.097 \| \| \| 14.979 \| \| 60+ \| 5.217 \| \| \| 6.662 \| \| Просек : \| 27,4 \| \| \| 28,8 \| |        |  |  |        |
| |        |  |  |        |
| | м      |  |  | ж      |
| 0—2 | 5.504  |  |  | 5.212  |
| 3—5 | 5.616  |  |  | 5.677  |
| 6—11 | 10.983 |  |  | 10.970 |
| 12—14 | 5.272  |  |  | 5.325  |
| 15—17 | 5.850  |  |  | 6.053  |
| 18—24 | 13.097 |  |  | 14.979 |
| 60+ | 5.217  |  |  | 6.662  |
| Просек : | 27,4   |  |  | 28,8   |

| #   | Индикатор                                                                                        | Вредност |
| --- | ------------------------------------------------------------------------------------------------ | -------- |
| 1   | Становништво од 0 до 2 године                                                                    | 10716    |
| 2   | Мушко становништво од 0 до 2 године                                                              | 5504     |
| 3   | Женско становништво од 0 до 2 године                                                             | 5212     |
| 4   | Становништво са 3 и више година                                                                  | 174717   |
| 5   | Мушко становништво са 3 и више година                                                            | 82218    |
| 6   | Женско становништво са 3 и више година                                                           | 92499    |
| 7   | Становништво са 5 и више година                                                                  | 167116   |
| 8   | Мушко становништво са 5 и више година                                                            | 78418    |
| 9   | Женско становништво са 5 и више година                                                           | 88698    |
| 10  | Становништво са 12 и више година                                                                 | 141471   |
| 11  | Мушко становништво са 12 и више година                                                           | 65619    |
| 12  | Женско становништво са 12 и више година                                                          | 75852    |
| 13  | Становништво са 15 и више година                                                                 | 130874   |
| 14  | Мушко становништво са 15 и више година                                                           | 60347    |
| 15  | Женско становништво са 15 и више година                                                          | 70527    |
| 16  | Становништво са 18 и више година                                                                 | 118971   |
| 17  | Мушко становништво са 18 и више година                                                           | 54497    |
| 18  | Женско становништво са 18 и више година                                                          | 64474    |
| 19  | Становништво од 3 до 5 година                                                                    | 11293    |
| 20  | Мушко становништво од 3 до 5 година                                                              | 5616     |
| 21  | Женско становништво од 3 до 5 година                                                             | 5677     |
| 22  | Становништво од 6 до 11 година                                                                   | 21953    |
| 23  | Мушко становништво од 6 до 11 година                                                             | 10983    |
| 24  | Женско становништво од 6 до 11 година                                                            | 10970    |
| 25  | Становништво од 8 до 14 година                                                                   | 25111    |
| 26  | Мушко становништво од 8 до 14 година                                                             | 12485    |
| 27  | Женско становништво од 8 до 14 година                                                            | 12626    |
| 28  | Становништво од 12 до 14 година                                                                  | 10597    |
| 29  | Мушко становништво од 12 до 14 година                                                            | 5272     |
| 30  | Женско становништво од 12 до 14 година                                                           | 5325     |
| 31  | Становништво од 15 до 17 година                                                                  | 11903    |
| 32  | Мушко становништво од 15 до 17 година                                                            | 5850     |
| 33  | Женско становништво од 15 до 17 година                                                           | 6053     |
| 34  | Становништво од 18 до 24 године                                                                  | 28076    |
| 35  | Мушко становништво од 18 до 24 године                                                            | 13097    |
| 36  | Женско становништво од 18 до 24 године                                                           | 14979    |
| 37  | Женско становништво од 15 до 49 година                                                           | 56957    |
| 38  | Становништво са 60 и више година                                                                 | 11879    |
| 39  | Мушко становништво са 60 и више година                                                           | 5217     |
| 40  | Женско становништво са 60 и више година                                                          | 6662     |
| 41  | Однос између мушкараца и жена                                                                    | 89.87    |
| 42  | Становништво од нуле до 14 година                                                                | 54559    |
| 43  | Становништво од 15 до 64 године                                                                  | 122951   |
| 44  | Становништво од 65 година и више                                                                 | 7923     |
| 45  | Просечан број деце                                                                               | 2        |
| 46  | Становништво рођено у ентитету                                                                   | 172309   |
| 47  | Мушко становништво рођено у ентитету                                                             | 80830    |
| 48  | Женско становништво рођено у ентитету                                                            | 91479    |
| 49  | Становништво рођено у другом ентитету                                                            | 11738    |
| 50  | Мушко становништво рођено у другом ентитету                                                      | 6045     |
| 51  | Женско становништво рођено у другом ентитету                                                     | 5693     |
| 52  | Становништво од 5 година и више резидентно у ентитету у јуну 2005. године                        | 161550   |
| 53  | Мушко становништво старосног доба од 5 година и више, резидентно у ентитету у јуну 2005. године  | 75278    |
| 54  | Женско становништво старосног доба од 5 и више година, резидентно у ентитету у јуну 2005. године | 86272    |
| 55  | Становништво од 5 година и више које је живело у другом ентитету у јуну 2005. године             | 3321     |
| 56  | Мушко становништво старије од 5 година које је живело у другом ентитету у јуну 2005. године      | 1688     |
| 57  | Женско становништво старије од 5 година које је живело у другом ентитету у јуну 2005. године     | 1633     |
| 58  | Становништво од 3 године и више које говори аутохтони језик                                      | 4665     |
| 59  | Мушко становништво старо 3 године и више које говори аутохтони језик                             | 2188     |
| 60  | Женско становништво старо 3 године и више које говори аутохтони језик                            | 2477     |
| 61  | Становништво од 3 године и више које говори аутохтони језик и не говори шпански језик            | 44       |
| 62  | Мушко становништво старо 3 године и више које говори аутохтони језик и не говори шпански         | 17       |
| 63  | Женско становништво старо 3 године и више које говори аутохтони језик и не говори шпански језик  | 27       |
| 64  | Становништво старо 3 године и више које говори аутохтони језик и шпански                         | 4193     |
| 65  | Мушко становништво старо 3 године и више које говори аутохтони језик и шпански                   | 1968     |
| 66  | Женско становништво старо 3 године и више које говори аутохтони језик и шпански                  | 2225     |
| 67  | Становништво од 5 година и више које говори аутохтони језик                                      | 4633     |
| 68  | Становништво од 5 година и више које говори аутохтони језик и не говори шпански језик            | 44       |
| 69  | Становништво од 5 година и више које говори аутохтони језик и говори шпански језик               | 4173     |
| 70  | Становништво у домородачким домаћинствима                                                        | 10874    |
| 71  | Становништво са ограничењима у активностима                                                      | 5007     |
| 72  | Становништво са ограниченим ходањем или кретањем, горе или доле                                  | 2568     |
| 73  | Становници са ограничењима вида, чак и уз кориштење сочива                                       | 1426     |
| 74  | Становништво са ограничењима говора, комуникације или конверзације                               | 483      |
| 75  | Становништво са ограниченим слухом                                                               | 416      |
| 76  | Становништво са ограничењима при одевању, купању или јелу                                        | 190      |
| 77  | Становништво са ограничењима у опажању или учењу једноставних ствари                             | 196      |
| 78  | Становништво са менталним ограничењима                                                           | 497      |
| 79  | Становништво без ограничења активности                                                           | 179125   |
| 80  | Становништво од 3 до 5 година које не похађа школу                                               | 3004     |
| 81  | Мушко становништво од 3 до 5 година које не похађа школу                                         | 1528     |
| 82  | Женско становништво од 3 до 5 година које не похађа школу                                        | 1476     |
| 83  | Становништво од 6 до 11 година које не похађа школу                                              | 723      |
| 84  | Мушко становништво од 6 до 11 година које не похађа школу                                        | 397      |
| 85  | Женско становништво од 6 до 11 година које не похађа школу                                       | 326      |
| 86  | Становништво од 12 до 14 година које не похађа школу                                             | 718      |
| 87  | Мушко становништво од 12 до 14 година које не похађа школу                                       | 400      |
| 88  | Женско становништво од 12 до 14 година које не похађа школу                                      | 318      |
| 89  | Становништво од 15 до 17 година похађа школу                                                     | 9298     |
| 90  | Мушко становништво од 15 до 17 година похађа школу                                               | 4471     |
| 91  | Женско становништво између 15 и 17 година живота у школи                                         | 4827     |
| 92  | Становништво од 18 до 24 године похађа школу                                                     | 12139    |
| 93  | Мушко становништво од 18 до 24 године похађа школу                                               | 5598     |
| 94  | Женско становништво од 18 до 24 године похађа школу                                              | 6541     |
| 95  | Становништво од 8 до 14 година које не може да чита и пише                                       | 896      |
| 96  | Мушко становништво старосног доба од 8 до 14 година које не може да чита и пише                  | 495      |
| 97  | Женско становништво старосног доби од 8 до 14 година које не може да чита и пише                 | 401      |
| 98  | Становништво од 15 година и више које је неписмено                                               | 7211     |
| 99  | Мушко становништво од 15 година и више које је неписмено                                         | 2422     |
| 100 | Женско становништво од 15 година и више које је неписмено                                        | 4789     |
| 101 | Становништво старо 15 и више година без школовања                                                | 7888     |
| 102 | Мушко становништво старо 15 и више година без школовања                                          | 2819     |
| 103 | Женско становништво старо 15 и више година без школовања                                         | 5069     |
| 104 | Становништво старосног доба 15 и више година са непотпуним основним образовањем                  | 9658     |
| 105 | Мушко становништво старосног доба од 15 година и више са непотпуном основним образовањем         | 4182     |
| 106 | Женско становништво старосног доба 15 и више година са непотпуном основним образовањем           | 5476     |
| 107 | Становништво старо 15 и више година са комплетним основним образовањем                           | 12808    |
| 108 | Мушко становништво старо 15 година и више са комплетним основним образовањем                     | 5753     |
| 109 | Женско становништво старо 15 и више година са комплетним основним образовањем                    | 7055     |
| 110 | Становништво старосног доба 15 и више година са непотпуним средњим образовањем                   | 6953     |
| 111 | Мушко становништво старосног доба од 15 година и више са непотпуним средњим образовањем          | 3607     |
| 112 | Женско становништво старосног доба од 15 година и више са непотпуним средњим образовањем         | 3346     |
| 113 | Становништво старо 15 и више година са пуним секундарном образовањем                             | 22108    |
| 114 | Мушко становништво старосног доба од 15 година и више са пуним секундарном образовањем           | 10707    |
| 115 | Женско становништво старосног доба од 15 година и више са пуним секундарном образовањем          | 11401    |
| 116 | Становништво старије од 18 година са постосновним образовањем                                    | 66424    |
| 117 | Мушко становништво старије од 18 година са постосновним образовањем                              | 30935    |
| 118 | Женско становништво старије од 18 година са постосновним образовањем                             | 35489    |
| 119 | Просечна оцена школовања                                                                         | 10.38    |
| 120 | Просечан ниво образовања мушке популације                                                        | 10.59    |
| 121 | Просечан ниво образовања женског становништва                                                    | 10.21    |
| 122 | Економски активно становништво                                                                   | 79807    |
| 123 | Економски активна мушка популација                                                               | 47233    |
| 124 | Економски активна женска популација                                                              | 32574    |
| 125 | Становништво које није економски активно                                                         | 60809    |
| 126 | Мушко становништво које није економски активно                                                   | 17791    |
| 127 | Женско становништво које није економски активно                                                  | 43018    |
| 128 | Запослено становништво                                                                           | 77191    |
| 129 | Запослено мушко становништво                                                                     | 45234    |
| 130 | Запослено женско становништво                                                                    | 31957    |
| 131 | Незапослена популација                                                                           | 2616     |
| 132 | Незапослена мушка популација                                                                     | 1999     |
| 133 | Незапослена женска популација                                                                    | 617      |
| 134 | Становништво без права на здравствене услуге                                                     | 73685    |
| 135 | Становништво које има право на здравствене услуге                                                | 111087   |
| 136 | Становништво које има право на ИМСС                                                              | 25441    |
| 137 | Становништво које има право на социјално осигурање                                               | 44809    |
| 138 | Становништво које има право на државно социјално осигурање                                       | 2495     |
| 139 | Становништво које има право на опште осигурање или здравствено осигурање за нову генерацију      | 34112    |
| 140 | Становништво које је било једном или није било у браку током 12 година и више                    | 52852    |
| 141 | Венчано или уједињено становништво од 12 година и више                                           | 74446    |
| 142 | Становништво које је било у браку или уједињено 12 година и више                                 | 13625    |
| 143 | Становништво са католичком религијом                                                             | 148643   |
| 144 | Протестанти, еванђелисти и библијски следбеници различити од еванђелиста                         | 23561    |
| 145 | Становништво са другим религијама различитим од претходних                                       | 357      |
| 146 | Становништво без религије                                                                        | 8771     |
| 147 | Укупно пописаних домаћинства                                                                     | 44090    |
| 148 | Пописна домаћинства на челу са мушкарцима                                                        | 29971    |
| 149 | Пописна домаћинства на челу са женама                                                            | 14119    |
| 150 | Становништво у пописним домаћинствима                                                            | 183880   |
| 151 | Становништво у пописним домаћинствима на челу са мушкарцима                                      | 130919   |
| 152 | Становништво у пописним домаћинствима на челу са женама                                          | 52961    |
| 153 | Укупно домаћинстава                                                                              | 55357    |
| 154 | Укупно насељених домаћинстава                                                                    | 44723    |
| 155 | Укупно приватних кућа                                                                            | 54724    |
| 156 | Насељени приватни домови                                                                         | 44090    |
| 157 | Укупно насељених приватних кућа                                                                  | 44682    |
| 158 | Ненасељене приватне куће                                                                         | 6554     |
| 159 | Појединачна домаћинства за привремену употребу                                                   | 4080     |
| 160 | Становници у насељеним приватним кућама                                                          | 183880   |
| 161 | Насељеност станара у приватним становима                                                         | 4.17     |
| 162 | Просечно становника по соби у приватним насељеним домаћинствима                                  | 1.25     |
| 163 | Појединачна домаћинства са подовима од различитих материјала од земље                            | 38805    |
| 164 | Појединачна домаћинства у приземљу                                                               | 4994     |
| 165 | Појединачна домаћинства са једном спаваћом собом                                                 | 17320    |
| 166 | Појединачна домаћинства са две спаваће собе и више                                               | 26631    |
| 167 | Појединачна домаћинства са једним собом                                                          | 8433     |
| 168 | Појединачна домаћинства са две собе                                                              | 7663     |
| 169 | Појединачна домаћинства са 3 собе и више                                                         | 27808    |
| 170 | Појединачна домаћинства која имају електрично светло                                             | 43524    |
| 171 | Појединачна домаћинства која немају електрично светло                                            | 432      |
| 172 | Појединачна домаћинства која имају водоводну воду у стамбеном простору                           | 33307    |
| 173 | Појединачна домаћинства која немају водоводну воду у стамбеном простору                          | 10571    |
| 174 | Појединачна домаћинства која имају тоалет                                                        | 43308    |
| 175 | Појединачна домаћинства која имају канализацију                                                  | 43023    |
| 176 | Појединачна домаћинства која немају канализацију                                                 | 833      |
| 177 | Појединачна домаћинства која имају електрично светло, довод воде из јавне мреже и канализацију   | 33064    |
| 178 | Појединачна домаћинства без икаквих услова                                                       | 546      |
| 179 | Појединачна домаћинства која имају радио                                                         | 33352    |
| 180 | Појединачна домаћинства која имају телевизор                                                     | 41625    |
| 181 | Појединачна домаћинства која имају фрижидер                                                      | 37718    |
| 182 | Појединачна домаћинства која имају машину за веш                                                 | 22730    |
| 183 | Појединачна домаћинства која имају аутомобил или комби                                           | 16226    |
| 184 | Појединачна домаћинства која имају рачунар                                                       | 16610    |
| 185 | Појединачна домаћинства која имају фиксну телефонску линију                                      | 18446    |
| 186 | Појединачна домаћинства која имају мобилни телефон                                               | 35328    |
| 187 | Појединачна домаћинства која имају приступ интернету                                             | 10697    |
| 188 | Величина локације                                                                                | 11       |